# Zwiefacher
Der Zwiefache ist ein Volkstanz aus dem süddeutschen Raum im schnellen Tempo mit ständigem Wechsel zwischen Dreher- und Walzerrundtanz.

## Verbreitung
Das Hauptverbreitungsgebiet des Zwiefachen ist Ostbayern, vor allem Niederbayern, die Holledau, die Oberpfalz und Mittelfranken, er war und ist aber auch im Schwarzwald, in Österreich, im Elsass, in Tschechien und im Sudetenland bekannt.

## Zum Namen
Diese Tanzform hatte ursprünglich in verschiedenen Regionen vor verschiedenste Bezeichnungen, wie Schweinauer (Ries), Schleifer, Übernfuaß, Mischlich (tschechisch Dvoják oder Dvoják s trojákem), Grad und Ungrad (Schwaben), Eintreten' (Oberpfalz), Neu-Bayerischer und vor allem Bairischer (tschechisch Baworak), was laut Kunz und Schmeller ursprünglich Bäuerischer Tanz bedeutete. Dies führte manchmal zur Verwechslung mit dem Boarischen (Bayrisch-Polka). Im Schwarzwald sind die Bezeichnung Heuberger, Lange, Oberländer, Oberab oder Hippentänze gebräuchlich, im Sudetenland heißen sie Halbdeutsche oder Mischlich. In der nördlichen Oberpfalz wird der Tanz auch Dableckerter oder Tratzerter genannt wegen der für die Tänzer schwierigen Ausführung.
Der Name Zwiefacher ist jedoch derzeit die weit überwiegende Bezeichnung für Rundtanzformen samt zugehöriger Melodie mit Taktwechsel innerhalb der Phrase. Dieser Name taucht schon 1848 bei Kunz auf. Allgemein verbreitet wurde er seit 1927 durch einige Volkstanzleiter, etwa durch Raimund Zoder, um diese beliebten, meist Bairisch benannten Tänze nicht mit dem genau so beliebten Boarisch zu verwechseln.
Es gibt drei Theorien für die Herkunft dieses Namens:
- Das Wort Zwiefach (zuerst dokumentiert 1780) bedeutete ursprünglich das paarweise Tanzen von Rundtänzen, zwei Personen verschiedenen Geschlechts drehen sich eng umschlungen, was in früheren Zeiten aus Sittlichkeitsgründen verpönt war.
- Heute wird meist angenommen, der Name stammt von den zwei Schrittarten (Walzer, Zweischritt) auf, aus denen sich die meisten Zwiefachen zusammensetzen.
- Wahrscheinlicher ist laut Erich Sepp, dass der Name von den verbreitetsten Bairischen mit zwei Melodien stammt. Es gab Einfach-Bairische, die nur aus einer Melodie bestanden, Zwiefach-Bairische wie den Boxhamerisch, den verbreitetsten Bairischen, die eben aus zwei Melodien bestanden, und auch Dreifach-Bairische, die aus drei Melodien bestanden.
- Den Bairischen Wenn der Bauer ins Weinland fährt stellte Wolfgang A. Mayer Ende der 1970er-Jahre bei einem Volkstanzkurs in Bayern vor. Bei diesem Kurs tauchte dann analog zum Namen Zwiefacher die Bezeichnung Driefacher (Trifacher) für Zwiefache mit drei Schrittarten (Walzer, Dreher, Polka) auf, die sich seither eingebürgert hat.

## Tanzausführung
Das Paar dreht sich schnell, meist in geschlossener Walzerhaltung, ähnlich dem im Volkstanz überlieferten Walzerrundtanz, selten auch in halboffener Fassung.
Das besondere Merkmal dieses Tanzes ist der Wechsel zwischen ungeradem und geradem Takt, also meist zwischen 3/4- und 2/4-Takt, selten auch 4/4-Takt. Der Taktwechsel kann dabei regelmäßig erfolgen – z. B. jeweils zwei Takte in den verschiedenen Rhythmen –, aber auch nur vereinzelt oder unregelmäßig im Stück auftreten.
Tänzerisch entspricht dem Wechsel zwischen 3/4- und 2/4-Takt ein Abwechseln zwischen Walzerschritten und Dreherschritten, seltener auch Polkaschritten (Wechselschritten), etwa beim Driefachen, beim Lila-blass-blau oder bei den Zwiefachen des Kuhländchens.
Einige Arten von Zwiefachen (mit Noten und Tanzbeschreibung):
- regelmäßiger Wechsel, jeweils 2 Takte Dreher und Walzer: Boxhamerisch (Alte Kath’)[3]
- unregelmäßiger Wechsel Walzer / Dreher: Riki-Zwiefach von Alfred Gieger[4]
- Wechsel zwischen Walzer, Polka und Dreher (Driefach oder Triefach): Ja wenn der Bauer[5]
- Wechsel zwischen Polka und Dreher: Weiß-blau oder Lila-blass-blau[6]
- Wechsel zwischen Walzer, Dreher und Boarischen-Figur:  ’s Luada[7]
- steigende Taktanzahl: Naglschmied (der früheste Beleg für einen Zwiefachen mit Namen, bei dem die Tanzausführung klar ist)[8]

## Notation
Ungewöhnlich ist die musikalische Notation (Notationsbeispiele zu Boxhamerisch (Alte Kath’)):
- In der überlieferten Notation wurden im geraden Takt die Töne nur mit halber Länge notiert, eine Achtelnote im geraden Takt wird also genau so lang gespielt wie eine Viertelnote im ungeraden Takt. Diese Notation entspricht dem tänzerischen Blickwinkel und bildet die Verteilung der Schritte ab: pro Viertel wird eine Gewichtsverlagerung ausgeführt bzw. pro Schritt wird eine Viertelnote notiert.

- Derzeit ist beim Zwiefachen die metrische Notation üblich, bei der Noten gleichen Wertes auch gleich lang gespielt werden, was eher der Sicht der Musizierenden entspricht. Melodieteile im ungeraden Takt werden analog zum Walzer im ¾-Takt notiert, Melodie-Teile im geraden Takt im 2/4-Takt. Musikalisch ist diese Notation eigentlich fehlerhaft, weil hierdurch die Zahl der Taktschwerpunkte verdoppelt wird.

- Eine musikalisch richtigere Notation hat Erich Sepp[9] vorgestellt und in „Schwäbisch-alemannische Zwiefache“[10] ausführlich und nachvollziehbar begründet. Er schreibt die ungeraden Takte wie bisher im ¾-Takt, die geraden Takte im 2/2- oder auch ½-Takt. Diese Notation hat sich aber noch nicht durchgesetzt.

## Texte
Viele Zwiefache sind schwierig zu tanzen. Daher haben sich als Merkhilfe viele (meist sehr einfache) Liedtexte zu den Tanzmelodien verbreitet. Es gibt aber immer wieder auch neue Texte zu den überlieferten Melodien. Etwa schrieb Josef Eberwein zum überlieferten Zuserl-Zwiefachen einen Suserl-Text, in neuer Zeit sang die Gruppe „Bairisch Diatonischer Jodelwahnsinn“ zur gleichen Melodie Hunger kriag i glei, eine McDonald’s-Parodie, Autor Otto Göttler.
In alten Zeiten haben die Tänzer einen Zwiefachen bestellt, indem sie ihn der Musik vorsangen. Konnte die Musik dies nicht nachspielen, wurde sie verspottet. Auch dazu waren die Texte notwendig.

## Historisches
In Lautenbüchern aus dem 16. Jahrhundert sind Musikstücke mit Taktwechseln in der Art des Zwiefachen überliefert. Ob dazu auch getanzt wurde, ist nicht bekannt. Da das Besondere beim Zwiefachen die Verbindung Taktwechsel-Schrittwechsel ist, können diese Formen eigentlich noch nicht als Zwiefache bezeichnet werden.
Wenige Archivfunde lassen auf sein Alter schließen. Im Stadtarchiv Amberg liegt eine um 1730 datierte Musikhandschrift, die einen reinrassigen Zwiefachen enthält (Mandora-Tabulatur, Parthia 3tia, Titel Aria). Der Name taucht 1780 das erste Mal auf: In einem Gerichtsprotokoll des Hofmarkrichters in Wolfersdorf (Hallertau) heißt es: Diese Tanzart wird unter dem Bauernvolk das ‚zwyfach Danzen‘ genannt (Staatsarchiv für Oberbayern, Briefprotokolle Moosburg Nr. 646). Vier Bauernburschen hatten am 12. November 1780 das Tanzverbot missachtet und sich erfrecht […], in der hiesigen Wirtstafern am 12. November 1780 unanständig und ärgerlich zu tanzen und die Füße mit den der Weibsbilder ihrigen durcheinander zu schlingen. Allerdings bedeutete das nur zu zwyen, also paarweise zu tanzen.
Laut Franz Magnus Böhme wurde er in der Oberpfalz und … von Nürnberg bis Bamberg viel, aber seit 1830 selten getanzt.
Johann Andreas Schmeller spricht im 1837 veröffentlichten Teil 2/2 seines Bayerischen Wörterbuchs vom Zwifach tanzen, d. h. nach der älteren bayerischen Manier, deren Musikweise im bekannten Volksliede der Nagelschmied nachgeahmt und ausgedrückt ist. Offensichtlich meint Schmeller damit aber noch den Paartanz, obwohl er einen auch heute noch bekannten Zwiefachen als Beispiel wählt.
Konrad Max Kunz verwendet 1848 den Begriff ’’Zwiefacher’’ als Erster in seiner heutigen Bedeutung. Er meinte mit diesem Begriff wahrscheinlich aber Stücke, die sich aus zwei Melodien zusammensetzen. Kunz (1812–1875) hatte als Knabe in der Türmerkapelle seines Vaters gespielt, also in den 1820er-Jahren. Er schreibt: Noten gab es keine für diese närrischen Dinger. Musikanten und Tänzer lernen sie eben durch Tradition. Die ältesten Leute sprechen von ihnen als einer Sache, welche sie in ihre Jugend als etwas von jeher Bestehendes vorgefunden, von deren Ursprung sich gar keine Kunde erhalten. Offenbar fällt ihre Entstehung in die Zeit vor Erfindung des Taktstriches. Das wäre also mindestens das 18. Jahrhundert.

## Immaterielles Kulturerbe
Im Jahr 2016 nahm die Deutsche UNESCO-Kommission den Zwiefachen in das Verzeichnis des nationalen immateriellen Kulturerbes in Deutschland in der Sparte Kulturform auf.

## Beispiele in der Kunstmusik
- Wilfried Hiller, * 1941, hat in der Oper „Der Goggolori“ einen Zwiefachen eingebaut. (Eine bairische Mär mit Musik, Uraufführung 3. Februar 1985, Theater am Gärtnerplatz, München, Libretto in bairischer Sprache von Michael Ende.)
- Carl Orff hat in seiner Vertonung der Carmina Burana einen Tanz als Zwiefachen komponiert.
- Bedřich Smetana hat im zweiten Akt seiner Oper „Die verkaufte Braut“ den Furiant, eine tschechische Variante des Zwiefachen, als Bauerntanz verwendet.